# Микулай (фильм)
«Микулай» — российский художественный фильм режиссёра Ильшата Рахимбая, главную роль в котором сыграл Виктор Сухоруков. Премьера состоялась 22 июня 2023 года.

## Сюжет
Сценарий фильма основан на пьесе татарского драматурга Мансура Гилязова «Микулай». Главный герой счастливо живёт в родной кряшенской деревне, но внезапно появляется человек, который утверждает, что он — сын Микулая.

## В ролях
- Виктор Сухоруков — Микулай
- Иван Добронравов — Иван
- Екатерина Агеева — Настя
- Варвара Шмыкова — Анфиса
- Анжелика Ермакова — женщина отца Микулая

## Премьера и восприятие
Премьера фильма состоялась в 2022 году на Московском кинофестивале. Картина вышла в российский прокат 22 июня 2023 года.